# 達爾格倫鎮區 (伊利諾伊州漢密爾頓縣)
達爾格倫鎮區（英語：Dahlgren Township）是位於美國伊利諾伊州漢密爾頓縣的一個行政鎮區。

## 地方資料
根據2010年美國人口普查的數據，達爾格倫鎮區的面積為140.80平方千米，當中陸地面積為140.60平方千米，而水域面積為0.20平方千米。當地共有人口1154人，而人口密度為每平方千米8.2人。